# José Trinidad Reyes
José Trinidad Reyes y Sevilla (11 de junio de 1797-20 de septiembre de 1855) es un reconocido personaje de Honduras, fundador del primer centro de estudios superiores de Honduras, la «Sociedad del Genio Emprendedor y del Buen Gusto», que después se convertiría en la Universidad Nacional Autónoma de Honduras y de la cual fue su primer rector.
Fue un luchador contra la pobreza y sus causas, asistiendo a los pobres e insistiendo en su derecho a la educación no solo en asuntos de la fe, sino también en asuntos seculares como la cultura y las ciencias.
Escribió varias pastorelas, reconstruidas por Rómulo Ernesto Durón, las cuales son las primeras manifestaciones teatrales en Centroamérica, y cuya representación de las mismas estableció los cimientos en Honduras para la posterior aparición del teatro. Estas pastorelas eran presentadas por el Padre Reyes en las iglesias de Tegucigalpa, una de estas es Navidad nuestra, un clásico del teatro hondureño contemporáneo por su mezcla armoniosa de las diferentes tradiciones presentes en la Navidad hondureña.
Reyes fue un polemista a favor de los derechos de la mujer, esto se ve reflejado en sus pastorelas, donde los personajes femeninos son mujeres con mucha voz. Es célebre un escrito suyo aparecido con el seudónimo de Sofía Seyers, el cual es todo un manifiesto feminista, donde Reyes aboga porque se cumpla en las mujeres el derecho más elemental de la educación. Muchas de las ideas expresadas por Reyes en ese artículo están inspiradas en las socialistas francesas y en las ideas ilustradas de la Revolución francesa, de las que el padre Reyes en su faceta política fue un gran divulgador.
Reyes tuvo un talante afín a la Ilustración, a lo mejor del humanismo y al arte religioso. 

Él estaba convencido de la importancia de las artes (del teatro en particular) como instrumentos para civilizar y hacer progresar a las naciones. Durante su vida en Tegucigalpa libró grandes batallas contra los excesos del fanatismo y la superstición política y religiosa.

## Biografía
José Trinidad Reyes nació el 11 de junio de 1797 en la ciudad de San Miguel, hijo legítimo de Felipe Santiago de Reyes —honrado profesor de música, quien le instruyó en lo básico de la materia— y de doña María Francisca Sevilla.
 Fue bautizado el 14 de junio del mismo año, a los 3 días de nacido, por el Reverendo Padre Fray Nicolás Hermosilla, y su madrina fue doña María Josefa Araurrenechea. En su partida de bautismo se lee su nombre completo; Juan José Sahagún de la Santísima Trinidad.
En 1804 ingresó a una escuela privada de Tegucigalpa y comenzó a aprender la lectura y la doctrina de la fe católica con la señorita Gómez, una de las llamadas “las maestras”. En 1812, a la edad de quince años, aprendió la lengua latina gracias al fraile Juan Altamirano, del convento de Nuestra Señora de las Mercedes, también recibió clases de dibujo bajo la dirección de don Rafael U. Martínez, pintor guatemalteco radicado en Honduras, así como clases de música.
El 20 de enero de 1815, sale de Tegucigalpa rumbo a la ciudad de León, con el fin de avanzar en sus estudios, bajo la guardia de un labrador del barrio de La Plazuela, llamado Miguel Álvarez, y acompañado de los devotos que iban en romería al pueblo El Viejo. En la Universidad de León, obtuvo un título de Bachiller en Filosofía, Teología y Derecho Canónico y, mientras estudiaba, un puesto de ayudante del Maestro de capilla en la Catedral de León, donde perfeccionó sus conocimientos en música.

### Vida como diácono y presbítero
En 1825, debido a la guerra civil desatada en Nicaragua, los recoletos fueron expulsados y se vieron obligados a ir a Guatemala. Allí, Reyes estudió los clásicos griegos y latinos; a los dramaturgos españoles Lope de Vega y Calderón de la Barca y reconoció algunas piezas teatrales traídas de México, en especial de Oaxaca y Chiapas, además también finalizó su formación humanista y religiosa. En 1828, con permiso de sus superiores, regresó a Honduras para pasar una temporada cerca de su familia; pasó por la ciudad de Chiquimula y se detuvo en Esquipulas; donde se cuenta que perdió el sentido de la vista, aunque fue sanado a los pocos días. La tarde del 13 de julio del mismo año, llegó a la vecina villa de La Concepción, o Comayagüela, y al día siguiente celebró su primera misa en la iglesia de La Concepción. Imposibilitado para regresar a Guatemala por la guerra que entonces existía entre los conservadores dirigidos por Mariano de Aycinena y Piñol y las tropas liberales del general Francisco Morazán, se instaló en el desocupado Convento de Nuestra Señora de la Mercedes, ubicado en Tegucigalpa, «que había de ser hasta su muerte, su habitual vivienda».
En 1830 escribió en verso una felicitación de cumpleaños al general Francisco Morazán, entonces presidente de Centroamérica y en 1835 reedificó la capilla del templo de La Merced y los templos de San Francisco y de El Calvario. También edificó los pequeños templos de Las Casitas, el templo de Soraguara y el de Suyapa, ya este último famoso por su pequeña virgen. También ayudó al señor Antonio Tranquilino de la Rosa en la reparación de la iglesia Parroquial de Tegucigalpa, que estaba en ruinas debido a terremotos de 1809.
En febrero de 1837 pronunció un sermón panegírico con motivo de la restauración de la Iglesia Parroquial de Tegucigalpa, donde estrenó su misa El Tancredo; el mismo año, debido a la ayuda y consolación que brindaba a las víctimas del cólera asiático que asolaba a la vecina Guatemala, sufrió un ataque de este, pero logró salvarse después de «estar entre la vida y la muerte».
en 1838 escribió su segunda pastorela, llamada Micol, dedicada a las señoritas Juana y Rafaela Robelo. Anteriormente ya había escrito Noemí que, según fuentes fidedignas, es la más antigua de todas, escrita entre 1828 y este año.
En 1840 escribió su auto Adoración a los Santos Reyes Magos, dividido en tres actos, y en 1841 estrenó en Tegucigalpa su pastorela Micol.

### Supuesto encarcelamiento
En su biografía del padre Reyes, el escritor liberal Ramón Rosa asegura que el padre Reyes había sido propuesto para obispo de Honduras. Cuando el presbítero Jorge Viteri y Ungo fue a Europa en 1840 para visitar al papa Gregorio XVI, el general Francisco Ferrera, entonces presidente de Honduras —supuestamente receloso de las ideas independientes de Reyes— hizo llegar con Viteri la noticia al Vaticano de que Reyes había muerto, por lo que el papa nombró como obispo de la Diócesis al presbítero Campoy y Pérez, y que cuando este regresó de Guatemala a Comayagua, en 1845, el Padre Reyes se hallaba allá, en calidad de detenido por orden del General Ferrera. Sin embargo, en una edición crítica de la obra en 1891, José Vicente Martínez explicó que realizó investigaciones pormenorizadas para aclarar estos hechos, dado que Rosa no explicó las fuentes que utilizó.

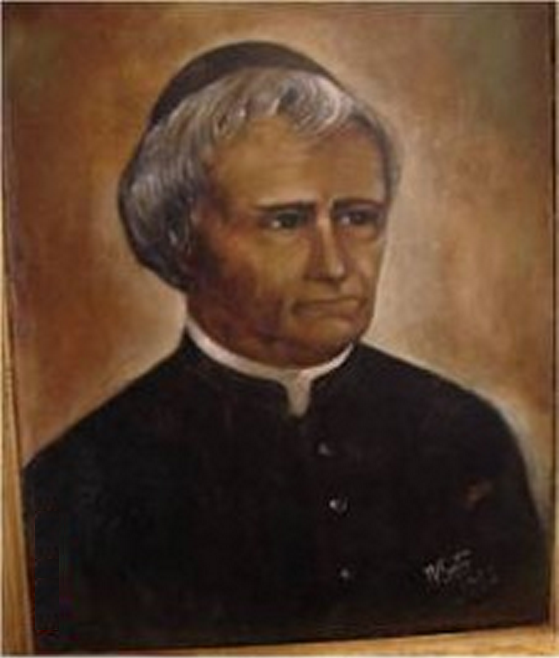
Retrato del Padre José Trinidad Reyes, hecho por Teresa de Fortín, ubicado en la Galería Nacional de Arte.

Las investigaciones de Martínez muestran que Viteri y Ungo no estuvo en Roma en 1840, ya que fue hasta el 6 de abril de 1841 que el gobierno de El Salvador comunicó al de Honduras que, autorizado por el Congreso, había nombrado al Presbítero Viteri y Ungo su representante ante la Santa Sede para solicitar que se creara la diócesis de San Salvador, y que invitaba a Honduras a enviar sus candidatos para la Diócesis de Honduras, y aprovechar así el viaje de Viteri. Honduras aceptó y el 18 de febrero de 1842 dictó un acuerdo disponiendo que se remitiera al señor Viteri la terna de candidatos; entre los candidatos estaba el padre Reyes. El acuerdo se comunicó al vicario coadjutor de la Catedral Metropolitana de Guatemala, Antonio Larrazábal, que eligiera los que debían proponerse.
Viteri y Ungo llevaba la representación de los gobiernos de Guatemala, Honduras, El Salvador y Costa Rica ante el Pontificado, y fue recibido en audiencia pública por el papa Gregorio XVI en el palacio del Quirinal, el 26 de agosto de 1842. Luego de la reunión con el pontífice, Viteri y Ungo envió dos comunicados al gobierno de Honduras: el 1° de septiembre de 1842 informó que el nuevo Obispo de Honduras quizás sería preconizado en noviembre y que el único obstáculo serio era la falta de los setecientos pesos necesarios para pagar la expedición de las Bulas. Y el 19 de octubre indicó que el obispo ya había sido elegido —sin mencionar el nombre— y que urgían los fondos para la preconización en noviembre. Mientras tanto, el 13 de septiembre, murió en su retiro el Provisor José Xicolás Irías, quien antes de morir confirió el nombramiento de Provisor interino de esta Diócesis a Campoy y Pérez. Este nombramiento fue aprobado por el Gobierno y confirmado por el gobernador de la Iglesia metropolitana y por el Señor Arzobispo Fray Ramón Casaus.
El nuevo Provisor se trasladó a Comayagua el 9 de diciembre de 1842. El 31 de septiembre, el general Ferrera terminó su período presidencial, y dejó el poder a su Consejo de Ministros. Este recibió los comunicados de Viteri y aprobó el pago requerido. Algunos de los candidatos ya habían muerto, y el Consejo consideró que el candidato idóneo era entonces el presbítero Paula Campoy. La Diócesis de San Salvador fue erigida en la Bula del 4 de octubre de 1842, y el Señor Viteri fue nombrado su primer Obispo. El 29 de enero de 1843 fue consagrado como tal en Roma, y en seguida emprendió su regreso a Centroamérica. Estando en París, recibió la nueva terna que el gobierno hondureño le había enviado e inmediatamente la remitió a Roma con el expediente adjunto; el papa aprobó el proceso canónico, lo que comunicó Viteri el 6 de agosto de 1843 a su llegada a Trujillo. La Bula en que se nombró al Señor Campoy para Obispo de Comayagua fue dictada el 8 de febrero de 1844, haciendo al nombrado la gracia de dispensarle el grado de Doctor, que entonces era requisito esencial para ser obispo en ese entonces.
En cuanto a la supuesta prisión de Reyes, los documentos que investigó Martínez demostraron que no hubo detención alguna del sacerdote. Sin embargo, en 1845 sí viajó a la ciudad de Comayagua, en donde trató al recientemente consagrado Obispo de Honduras, Campoy y Pérez.

### Fundación de la Universidad Nacional de Honduras
El 14 de diciembre de este 1845, se instaló en la Casa de Gobierno la llamada "Sociedad del Genio Emprendedor y del Buen Gusto", cuna de la Universidad Nacional Autónoma de Honduras y de la cual el Padre Reyes era rector y fundador. Reyes, en calidad de rector, pronuncia en esta ocasión un elocuente discurso de inauguración, cuyo texto lo ha rescatado el maestro Esteban Guardiola en su Historia de la universidad de Honduras.
En 1846 se encuentra nuevamente en Comayagua, donde escribe el 23 de mayo su Elegía al General don Francisco Ferrera, en la muerte de su hijo Fulgencio. Esta composición demuestra, relativamente, que no existía alguna enemistad con el General Francisco Ferrera, al contrario, el texto prueba una reconocida familiaridad.
En junio de 1847 murió su madre en Tegucigalpa, por la cual Reyes regresó a dicha ciudad. El 19 de septiembre Reyes inauguró la Universidad de Honduras, presidiendo el acto con el Jefe de Estado Juan Lindo y el Obispo Francisco de Paula Campoy y Pérez. Este mismo año, organizó la primera Biblioteca de Honduras, llamada Biblioteca de la Academia, e hizo funcionar la primera imprenta del país, también llamada Imprenta de la Academia, que fue llevada a Honduras por el general Francisco Morazán en 1829 tras confiscarla en Guatemala. También, Reyes trajo el primer piano a la ciudad de Tegucigalpa, el cual se cree que se encontraba en el municipio de Ojojona, y era propiedad de la familia Díaz Zelaya, pues no está comprobado históricamente.

### Últimos años
En 1847 Reyes escribió uno de sus conocidos Cuando…, composiciones satíricas y llenas de familiar humor. De estas composiciones sólo se conservan dos ejemplares, escritos en décimas octosílabas y que terminan con la exclamación “cuando”. En 1848 escribió, en una invitación que le hicieron los estudiantes a la sociedad de Tegucigalpa, su conocida: Invitación para el paseo a la laguna, fechada el 9 de febrero. En 1849 murió su padre, víctima de una enajenación mental.
El 16 de abril de 1850 Reyes escribió su poema Honduras, que consta de seis octavas en decasílabos y está dedicado a los señores generales don Gerardo Barrios, don Trinidad Cabañas, y a todos los soldados, oficiales y jefes de El Salvador y Honduras. El 29 de septiembre del mismo año escribió su poema A la independencia, que consta de siete octavas en decasílabos, y un cuarteto del mismo autor, como epígrafe.
El 2 de febrero de 1851, día de la Candelaria, estrenó su Pastorela Elisa, dedicada a las señoritas Juana y Jerónima Godoy. La estrenaron las señoritas Teodora González, después de Vigil y don Juan Ramón Pereda. Para entonces ya había escrito y estrenado sus Pastorelas: Neftalia, Selfa y Rubenia. La primera fue dedicada a las señoritas María e Isidora Reyes, la cual fue escogida para el papel de Séfora. Las otras dos pastorelas fueron dedicadas a las señoritas Manuela Vega, después de Ugarte; a Juana Velásquez, después de Bonilla y a Maclovia Bonilla, después de Dávila. Este año también preparó su Pastorela Albano, que dedicó a la señorita Raimunda Milla, cuyo estreno estaba anunciado para 1851, pero que finalmente sólo quedó ensayada. «No se representó porque fue anunciado que apedrearían a los pastores debido a las alusiones a ciertos personajes políticos. Otros afirman que no obstante la amenaza, se dio la representación».
El 15 de septiembre de 1852 dio su Discurso Político-Religioso en la inauguración del Congreso Centroamericano, reunido en Tegucigalpa, en el cual figuró en primera línea, como diputado de la nación. el 10 de octubre escribió y dio a conocer para dicha ocasión su llamada Octavas a los diputados del congreso nacional constituyente.
El 10 de septiembre de 1853 escribió su Canto elegíaco, a la muerte del obispo de León, Nicaragua, Jorge Viteri y Ungo.

### Muerte

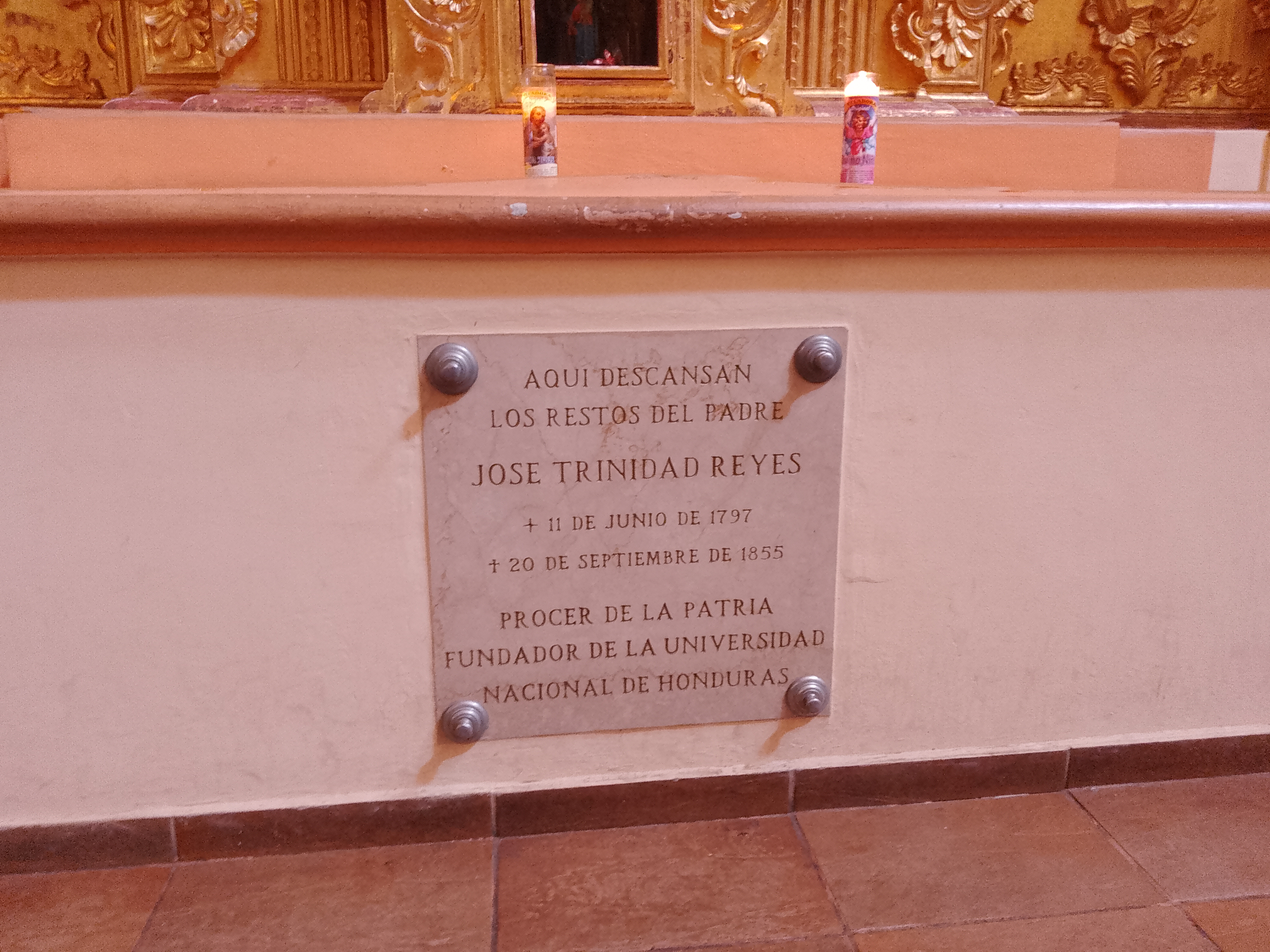
Tumba del padre Reyes en la Catedral de Tegucigalpa.

A principios de 1854, Reyes comenzó a enfermarse del estómago y fue atendido por los doctores don Máximo Soto y don Hipólito Matute. Este año publicó sus Lecciones elementales de Física, que en el mes de marzo, con la Imprenta de la Academia, se convirtió en libro de texto para la juventud de la época.
Antes del mes de junio, emprendió un viaje a la ciudad de Comayagua, «a visitar al ilustrísimo señor Obispo, don Hipólito Casiano Flores, que había venido de consagrarse de El Salvador, y a quien acompañó en su primera Misa Pontificial», dice Ramón Rosa.

Próximo a morir, escribió su pastorela más lograda poéticamente, Olimpia, nombre que probablemente está inspirado en la feminista francesa Olimpia de Gouges, asesinada durante la Revolución Francesa por su lucha por la igualdad entre hombres y mujeres, pues Reyes defendía los derechos de la mujer. Esta obra fue dedicada a la señorita Trinidad Boquín.
Se retiró al campo, a la vecina aldea de Soroguara —posiblemente a fines de julio— para recuperar su salud, y regresó a fines de agosto a Tegucigalpa, donde, permaneció en el lecho desde mediados de septiembre hasta su muerte el 20 de septiembre, a las diez de la mañana, rodeado de sus discípulos y familiares, en la pieza que hoy ocupa el Archivo Nacional y que da al tras patio del edificio. Sus restos están sepultados en el presbiterio de la Iglesia catedral, en el lado norte.

### Crítica literaria
El poeta nicaragüense Rubén Darío describe su obra en los siguientes términos: 
«Este es el poeta sencillo, aunque a veces volara lleno de las audacias de una inspiración soberbia. Sus principales producciones fueron escritas para ser representadas o cantadas. A veces autos sacramentales, a veces pastorelas y villancicos. Aún en los pueblos que conservan sabor de lo pasado se representan las segundas en las noches de pascua. Placía sus versos el padre para ser entendidos por los rústicos, y, en verdad, que hay en todos perfume de égloga, dulzura de miel de abeja».